# Княжевски лифт
Княжевският лифт е въжена линия, функционирала от 1963 до 1992 година, свързваща квартал „Княжево“ в София с местността „Копитото“ на Витоша.

## История
Построен през 1962 година, Княжевският лифт става първият кабинков лифт в България. Непосредствено след откриването му на лифта става тежка авария, при която загиват шест души.
През 1992 година става поредна авария и оттогава лифтът не работи. Станциите са разграбени и не е възможно неговото възстановяване в първоначалния му вид.

## Технически характеристики
Лифтът е двувъжен (с носещо и теглещо въже), с четириместни откачващи се кабинки с дясно обиколно движение. Произведен е от австрийската фирма „Брюдер Гирак“ (днес част от „Допелмайр/Гаравента Груп“) по системата за окачване „Валмансбергер“, изобретена през 1947 година от Георг Валмансбергер,
Началната станция на лифта е в квартал „Княжево“ на 744 m надморска височина, а крайната – на връх „Копитото“ на 1348 m надморска височина, непосредствено до изградената по-късно 160-метрова телевизионна кула, като преодолява денивелация от 604 m. В двете станции са разположени гаражи за 54-те кабинки, произведени от австрийската фирма „Свобода“. Дължината на линията е 1900 m, капацитетът ѝ – 600 души на час, а продължителността на пътуването в една посока е 11 минути. По трасето са поставени 8 стълба, а проектната скорост на лифта е 3 m/s.

## Други
Лифтът в експлоатация може да се види в откъс от сериала „Синята лампа“ (1969).